# Charles Otto Blagden
Charles Otto Blagden (* 6. September 1864; † 25. August 1949) war ein englischer Orientalist und Sprachwissenschaftler, der auf die südostasiatischen Sprachen Malaiisch, Mon und Pyu spezialisiert war. Er war Hochschullehrer für Malaiologie an der Londoner School of Oriental Studies.

## Biografie und Werk
Blagden besuchte das private Dulwich College und studierte dann Literae humaniores (klassische Altertumswissenschaft und antike Philosophie) am Corpus Christi College der Universität Oxford, wo er mit first class honours abschloss. Er stand von 1888 bis 1897 in Diensten der Kolonialverwaltung der Straits Settlements in Britisch-Malaya. Dann kehrte er aus gesundheitlichen Gründen nach England zurück, absolvierte die Juristenausbildung am Gray’s Inn und wurde 1900 als Barrister zugelassen.
Ab 1910 unterrichtete er Malaiisch an der University of London, 1917 wurde er zum Dozenten (Lecturer) für Malay Studies (Malaiologie) an der neu gegründeten School of Oriental Studies ernannt. Er stieg später zum Reader und Dekan auf, bevor er 1935 pensioniert wurde. Blagden war 1923–1933 und 1935–38 Vizepräsident der Royal Asiatic Society und ab 1938 Ehren-Vizepräsident.
Blagden übernahm in dem Werk Pagan Races of the Malay Peninsula („Die heidnischen Rassen der Malayischen Halbinsel“) von Walter William Skeat (1866–1953) (2 Bände, 1906) den linguistischen Teil mit einer aufmerksamen Darstellung der komplizierten sprachlichen Verhältnisse. Er machte auch für Epigraphia Birmanica umfangreiche Studien über burmesisches Schriftmaterial, was neue Ergebnisse erbrachte und es ermöglichte, die Geschichte Burmas und der Mon-Sprache weiter zurückzuverfolgen, was zur Entdeckung der bisher unbekannten tibetobirmanischen Sprache Pyu führte. Zu Malay magic : being an introduction to the folklore and popular religion of the Malay Peninsula (Malaiische Magie: Einführung in die Folklore und Volksreligion der Malaiischen Halbinsel) von Walter William Skeat schrieb er das Vorwort. Die Mon-Inschriften (Môn Inscriptions) in der Reihe Epigraphia Birmanica being lithic and other inscriptions of Burma (Rangoon, 1919–1936) gab er selbst heraus.

## Werke
- 1898. "The medieval chronology of Malacca".
- 1902. "A Malayan element in some of the languages of Southern Indo-China".  In Journal of the Straits Branch, Royal Asian Society no. 38.
- 1906. Mit Walter William Skeat. Pagan Races of the Malay Peninsula. London, Macmillan and Co. Digitalisat, Band 1, Band 2
- 1906. "Siam and the Malay Peninsula". In Journal of the Royal Asiatic Society.
- 1909. "Notes on Malay history". In Journal of the Royal Asiatic Society.
- 1910. "Quelques notions sur la phonétique du Talain et son évolution historique". In Journal asiatique.
- 1912. "Notes on Talaing epigraphy".
- 1914. "The Pyu inscriptions". In Epigraphica Indica vol. 12 no. 16: 127–137.
- 1917. Mit Richard Winstedt. A Malay Reader. Oxford : Clarendon Press.
- 1920. Môn Inscriptions.  Rangoon: Government Printery and Stationary.
- 1928. "The inscriptions of the Kalyāṇīsīmā, Pegu". In Epigraphia Birmanica.
- 1960.  English-Malay phrase-book.  Singapore; Malays Publishing House.